# Smaltripsar
Smaltripsar (Thripidae) är en familj av insekter. Smaltripsar ingår i ordningen tripsar, klassen egentliga insekter, fylumet leddjur och riket djur. Enligt Catalogue of Life omfattar familjen Thripidae 397 arter. 

## Bildgalleri

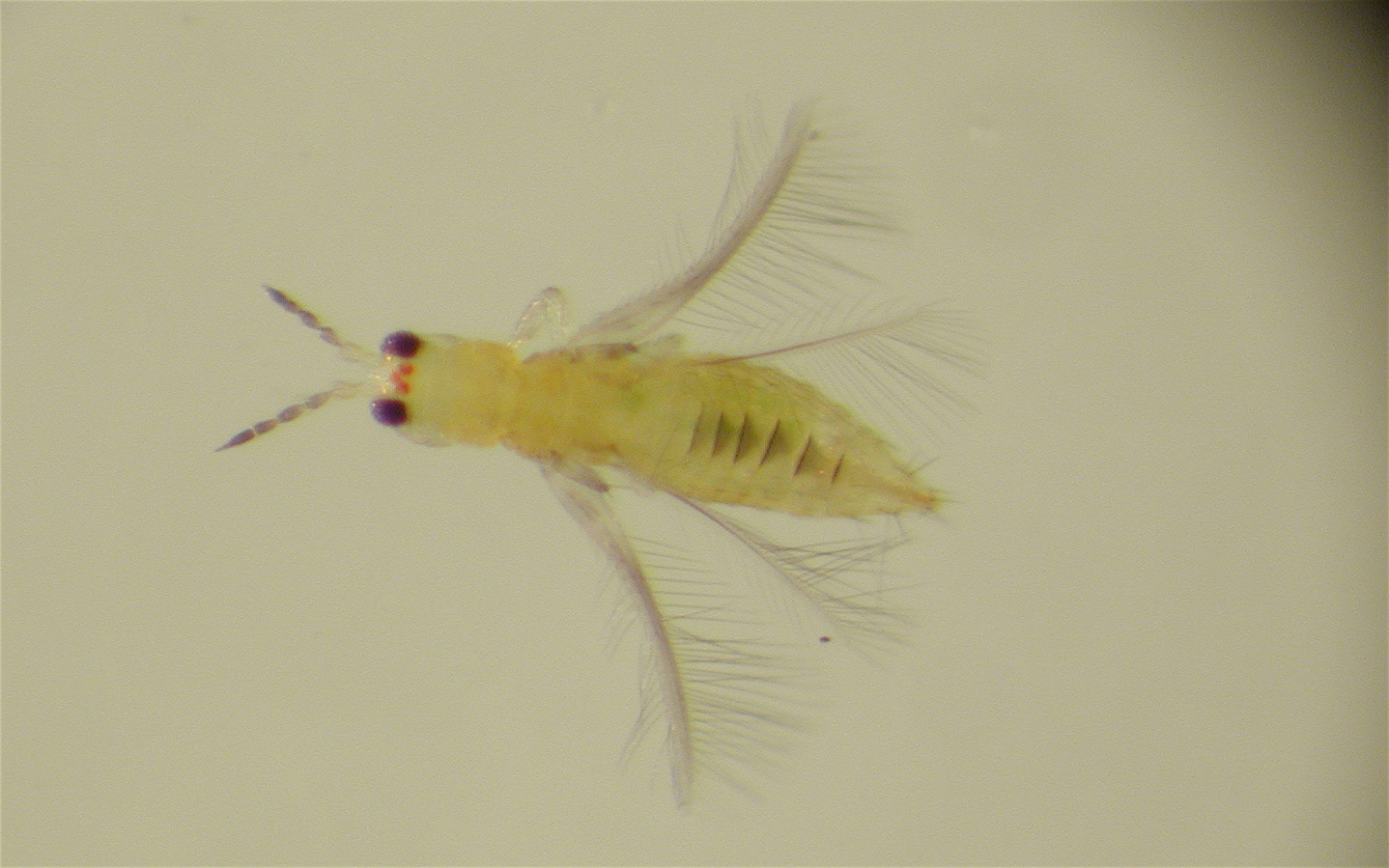
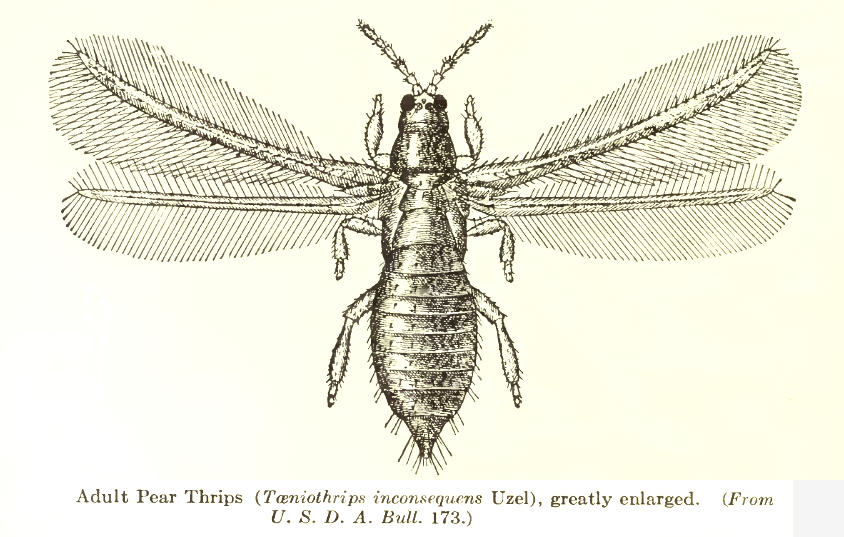
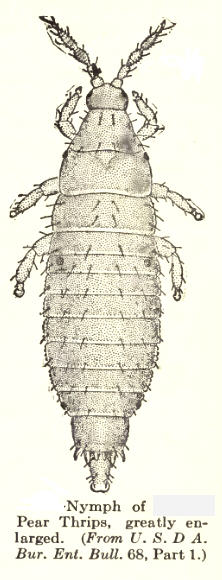

## Dottertaxa till smaltripsar, i alfabetisk ordning[1][2]
- Adelphithrips
- Anaphothrips
- Anaphrygymothrips
- Anascirtothrips
- Anisopilothrips
- Apterothrips
- Aptinothrips
- Arorathrips
- Arpediothrips
- Asprothrips
- Aurantothrips
- Baileyothrips
- Baliothrips
- Belothrips
- Bolacothrips
- Bravothrips
- Bregmatothrips
- Caliothrips
- Caprithrips
- Catinathrips
- Ceratothripoides
- Ceratothrips
- Chaetanaphothrips
- Chaetisothrips
- Chilothrips
- Chirothrips
- Ctenothrips
- Danothrips
- Dendrothripoides
- Dendrothrips
- Dichromothrips
- Dikrothrips
- Dinurothrips
- Drepanothrips
- Echinothrips
- Elixothrips
- Ethirothrips
- Euchaetothrips
- Ewartithrips
- Firmothrips
- Frankliniella
- Glaucothrips
- Heliothrips
- Hemianaphothrips
- Hercinothrips
- Hoodothrips
- Iridothrips
- Kakothrips
- Karphothrips
- Kurtomathrips
- Leucothrips
- Limothrips
- Lomatothrips
- Megalurothrips
- Microcephalothrips
- Monilothrips
- Mycterothrips
- Neohydatothrips
- Nesothrips
- Odontoanaphothrips
- Odontothrips
- Organothrips
- Oxythrips
- Palmiothrips
- Parthenothrips
- Pezothrips
- Physemothrips
- Platythrips
- Plesiothrips
- Proscirtothrips
- Prosopoanaphothrips
- Prosopothrips
- Pseudanaphothrips
- Pseudothrips
- Psilothrips
- Psydrothrips
- Pteridothrips
- Retithrips
- Rhamphothrips
- Rhaphidothrips
- Rhipiphorothrips
- Rubiothrips
- Salpingothrips
- Scirtothrips
- Scolothrips
- Selenothrips
- Sericopsothrips
- Sericothrips
- Sigmothrips
- Stenothrips
- Synaptothrips
- Taeniothrips
- Tameothrips
- Tenothrips
- Thrips
- Tmetothrips
- Toxonothrips
- Trichromothrips
- Xerothrips
- Zonothrips